# Neocynorta
Neocynorta is een geslacht van hooiwagens uit de familie Cosmetidae.
De wetenschappelijke naam Neocynorta is voor het eerst geldig gepubliceerd door Roewer in 1915. 

## Soorten
Neocynorta omvat de volgende 4 soorten:
- Neocynorta m-inscripta
- Neocynorta olivacea
- Neocynorta varicellosa
- Neocynorta virescens